# 최수임
최수임(1989년 11월 17일 ~ )은 대한민국의 배우다.

## 연기 활동

### 드라마
- 2013년 MBC 《황금 무지개》 ... 김십원 역
- 2015년 KBS2 《별이 되어 빛나리》 ... 조봉선 역
- 2016년 tvN 《싸우자 귀신아》 ... 현민의 동생 역
- 2019년 SBS 《해치》 ... 정성왕후 서씨 역
- 2019년 MBC 《이몽》
- 2021년 tvN 《마인 : MINE》 ... 김미자 역 (7회 사진출연)
- 2022년 Netflix 《글리치》 … 오세희 역
- 2022년 SBS 《트롤리》 … 최자영 역

### 영화
- 2011년 《써니》 ... 일진 여고생 역
- 2012년 《무서운 이야기》 ... 유진 역
- 2020년 《삼진그룹 영어토익반》 ... 조민정 대리 역
- 2025년 《괜찮아 괜찮아 괜찮아!》 ... 조 선생 역

### 뮤직비디오
- 2011년 엑시즈 - 날 안아줘

## 방송
- 2011년 SBS 《기적의 오디션》